# Reedy River (musical)
Reedy River er en australsk folkemusical fra 1953 om den australske fåreklipperstrejke i 1891.